# Thom Yorke
Thomas Edward "Thom" Yorke (Wellingborough, Northamptonshire, 7 d'octubre de 1968) és el cantant i principal compositor del grup britànic de música Radiohead, on també toca la guitarra i el piano. L'any 2006 va debutar en solitari amb l'àlbum The Eraser i també és cantant de la banda Atoms for Peace. És considerat com una de les figures amb més influència en la indústria de la música, i apareix en diverses llistes realitzades per mitjans musicals valorant la seva importància com a compositor i cantant.

## Biografia
Nascut amb l'ull esquerre paralitzat, Yorke va passar la major part dels seus primers cinc anys de vida d'operació en operació, deixant-li amb la visió danyada i l'ull malament, motiu pel qual els seus companys de classe li sobrenomenaven Sargantana. A causa de la feina del seu pare, que era físic nuclear, la família Yorke es va mudar en diverses ocasions i va haver de canviar d'escola cada vegada. Finalment es van establir a Oxfordshire l'any 1978.
Després de veure a Brian May, guitarrista de Queen actuar en televisió, Yorke va decidir ser músic. Va tenir la seva primera guitarra quan tenia set anys, unint-se a la seva primera banda musical anomenada "On a Friday" als deu, mentre estudiava en un col·legi privat per a nois a Abingdon (on coneixeria als seus futurs companys de Radiohead). Després d'un any treballant en diverses feines, Yorke va tornar a estudiar traslladant-se a Exeter per assistir a la seva universitat. Es va llicenciant en literatura anglesa i art, a més de treballar com a portalliteres en un hospital psiquiàtric. Degut al trasllat, va deixar la banda "On a Friday" i va començar a tocar en d'altres com "Headless Chickens". Durant aquesta època va conèixer Rachel Owen i van començar la seva relació sentimental.
Amb Owen ha tingut dos fills, Noah (2001) i Agnes (2004). La seva xicota va estudiar tècniques d'impressió a Exeter i pintura a l'Accademia di Belle Arti di Firenze. Posteriorment es va doctorar en filosofia a la Universitat de Londres. Van deixar la relació amigablement el 2015. Malauradament, Owen morí el desembre de 2016.
El seu únic germà, Andy, fou vocalista de la banda Unbelievable Truth.
Yorke continua el seu activisme sobre temes culturals i polítics, i l'any 2005 esdevingué portaveu de l'organització Friends of the Earth per la campanya de reducció d'emissions que causen l'Efecte hivernacle, anomenada "The Big Ask".

## Carrera musical

### Radiohead
A mesura que els membres d'"On A Friday" van anar finalitzant les respectives carreres universitàries, la banda va reprendre la seva activitat. Traslladats a Oxford i després d'haver signat per Parlophone, la banda va canviar el seu nom per Radiohead.
La primera cançó del grup fou automàticament un èxit mundial l'any 1991, i posteriorment fou inclosa en el seu àlbum de debut Pablo Honey (1993). A partir del seu segon treball, The Bends (1995), el grup va començar a rebre l'atenció de la crítica i també es va iniciar el moviment de culte dels seguidors. El grup estatunidenc R.E.M. els va escollir per acompanyar-los en l'etapa europea de la seva gira internacional, i Yorke i Michael Stipe, líder de R.E.M., van esdevenir bons amics. Amb la publicació del seu tercer àlbum d'estudi, OK Computer (1997), la banda es va establir com una referència mundial del món del rock amb múltiples lloances per part de la crítica musical. Radiohead es va convertir en un dels grups més reeixits del món, arribant pel cap alt alt de les llistes en nombrosos països. Les cançons de Yorke es van convertir en sinònim de la cultura de finals del segle xx pels temes com la tecnologia, l'existencialisme urbà, la malaltia i l'amor que dominen les seves lletres. Yorke estigué força ambivalent sobre l'èxit de la banda durant aquesta època, fet que va demostrar en el documental titulat Meeting People Is Easy comentant en diverses entrevistes que li desagradava la mitologia que hi havia al voltant del rock i que odiava l'obsessió de molts mitjans per les celebritats.
Junt a Jonny Greenwood van col·laborar en la banda sonora de Velvet Goldmine sota el sobrenom de "Venus in Furs". Thom fa servir el pseudònim Tchock quan realitza l'art per als àlbums. És molt amic del cantant de R.E.M., Michael Stipe, acudint ambdós a concerts del grup de l'altre, ja que són fans mutus. Thom ha confessat sovint que Michael va ser font d'inspiració per a un munt de les seves cançons, a més d'ajudar-li a sortir de la depressió que va patir en l'espai de temps entre els àlbums OK Computer (1997) i Kid A (2000). Tant Thom Yorke com els altres membres de Radiohead reben influències d'Elvis Costello, R.E.M., Queen, Clinic, PJ Harvey, Bjork, the Pixies, DJ Shadow, Pink Floyd, Talking Heads i Aphex Twin.

### Treball en solitari
El seu debut en solitari es va produir l'any 2006 amb la publicació de The Erase, amb la producció de Nigel Godrich, direcció artística de Stanley Donwood i sota el segell XL Recordings. Més electrònic que els treballs que havia compost per Radiohead, el disc arribà a la part alta de les llistes mundials més importants sense arribar al número 1 en cap. Entre els reconeixements rebuts destacà la nominació al Grammy al millor àlbum de música alternativa. Malgrat el seu èxit, rarament apareix en algun acte en solitari i mai ha realitzat un gira com a tal. Només ha aparegut en algun programa de televisió i algun festival d'estiu per cantar algunes de les seves cançons junt a d'altres de Radiohead.
Yorke ha destacat també per la seva campanya en activitats polítiques com Fair Trade, moviments pacifistes i Amnistia Internacional.

### Atoms for Peace
El 21 de setembre de 2009, Yorke va realitzar algunes actuacions en directe, bàsicament a Los Angeles, amb la col·laboració de Flea dels Red Hot Chili Peppers (baix), Joey Waronker de R.E.M. (bateria), Mauro Refosco de Forro in the Dark (percussió) i el mateix productor de Radiohead, Nigel Godrich (teclats, guitarra). Al febrer de 2010 va anunciar que el nom oficial de la banda era Atoms for Peace, títol d'una cançó del seu primer àlbum en solitari (The Eraser) en referència a un mític discurs que va realitzar Dwight David Eisenhower l'any 1953. Van realitzar una petita gira pels Estats Units tocant en diversos festivals musicals. Posteriorment també van anunciar que estaven treballant en material nou conjuntament. Aquest àlbum va aparèixer el 18 de febrer de 2013 amb el títol d'Amok i se'n van extreure tres senzills.

### Col·laboracions
Paral·lelament a Radiohead i al seu treball en solitari, Yorke ha realitzat diverses col·laboracions amb altres artistes mundials. L'any 1998 va cantar les versions de "2HB", "Ladytron" i "Bitter-Sweet" de Roxy Music per la pel·lícula Velvet Goldmine dins la banda "Venus in Furs". En aquesta banda també hi van participar Bernard Butler de Suede, Andy Mackay de Roxy Music i el seu company Jonny Greenwood de Radiohead.
L'any 2000 va participar en l'àlbum Stories from the City, Stories from the Sea de PJ Harvey realitzant les veus addicionals en diverses cançons i fent duet en la cançó "This Mess We're In". El mateix també va aparèixer en "I've Seen It All" de l'àlbum Selmasongs de la cantant Björk per la banda sonora de la pel·lícula Dancer in the Dark. La cançó fou nominada al premi Oscar a la millor cançó original i Björk la interpretà en la mateixa gala en solitari. En el 2008 van tornar a col·laborar pel senzill solidari "Náttúra".
Altres col·laboracions que ha realitzat Yorke són el senzill "Rabbit in Your Headlights" (1998), que va co-escriure i cantar amb DJ Shadow per l'àlbum Psyence Fiction d'Unkle. També va fer un duet amb Isabel Monteiro i Drugstore en la cançó "El president" (1998). L'any 2009 va cantar amb el seu germà Andy la cançó "All for the Best" per la compilació Ciao My Shining Star: The Songs of Mark Mulcahy. També va col·laborar en diverses ocasions amb la banda de música electrònica Modeselektor com "The White Flash" (2007), "Shipwreck" i "This" (2011), o "Dull Hull". Va cantar en "...And The World Laughs with You" (2010) i "Electric Candyman" (2012) pel músic experimental Flying Lotus. Va contribuir amb diverses remescles realitzades per artistes com Burial, Four Tet, i MF DOOM.
Sota el sobrenom de "Dr. Tchock" va col·laborar amb Stanley Donwood en un llibre de fotografies titulat Dead Children Playing.

## Discografia

### Radiohead
- Pablo Honey (1993)
- The Bends (1995)
- OK Computer (1997)
- Kid A (2000)
- Amnesiac (2001)
- Hail to the Thief (2003)
- In Rainbows (2007)
- The King of Limbs (2011)
- A Moon Shaped Pool (2016)

### En solitari
- The Eraser (2006)
- Tomorrow's Modern Boxes (2014)
- Anima (2019)

### Atoms for Peace
- Amok (2013)